# Ка-37
Ка-37 — російський безпілотний літальний апарат (безпілотний вертоліт) призначений для аерофотозйомки, трансляції та ретрансляції теле- і радіосигналів, проведення екологічних експериментів, доставки медикаментів, продуктів та пошти при наданні екстреної допомоги в процесі ліквідації аварій та катастроф у важкодоступних та небезпечних для людини місцях.

## Історія
В 1991–1993 рр. фірма «Камов» за фінансової підтримки південнокорейської фірми DHI побудувала та провела льотні випробування на прив'язі експериментального безпілотного гелікоптера Ка-37, перший політ якого відбувся в березні 1993.
Безпілотний вертоліт має модульну конструкцію і може використовувати змінні комплекти обладнання для виконання різних завдань: аерофотоапаратуру, контейнери для різних вантажів, датчики випромінювань, обладнання для ретрансляції та трансляції телевізійних та радіосигналів та іншу апаратуру. Він здатен виконувати автоматичний політ за програмою і має високу маневреність та транспортировочну мобільність. БПЛА забезпечений двома поршневими двигунами П-037 (2×24,6 кВт) 

Тримальна система гелікоптера виконана за співісною схемою, що дозволило створити компактний, з мінімальними габаритами апарат, що має хороші маневрені якості та достатню вагову віддачу. 
На гелікоптері встановлена система автоматичного управління, що забезпечує політ по заданій траєкторії з обмеженим втручанням оператора. Оператор, за необхідності, має можливість втрутитися в керування гелікоптером, подаючи відповідні радіокоманди з наземного пульта дистанційного керування. 
Наземний пульт обладнаний органами управління, системою відображення інформації, автономним джерелом електропостачання.
Обслуга — 2 особи. Вертоліт та пульт управління перевозяться спільно в спеціальному контейнері на автомобілі.
В 1996 була випущена модифікація Ка-37С, яка мала поліпшений двигун.